# Кінзі Кеннер
Кінзі Кеннер (англ. Kinzie Kenner, Ніколь Д'Анджело (англ. Nicole D'Angelo); нар. 22 липня 1984, Лос-Анджелес) — американська порноакторка і гоу-гоу танцюристка. 

## Життєпис
В порноіндустрію потрапила в 2003, у 19 років.
Восени 2005 року перенесла операцію зі збільшення грудей. У 2008 році була однією з кількох порнозірок, які з'явились в кліпі репера Necro на пісні "Who's Your Daddy?".

## Нагороди
- 2006 XRCO Award for Cream Dream[5]